# Rolls-Royce Griffon

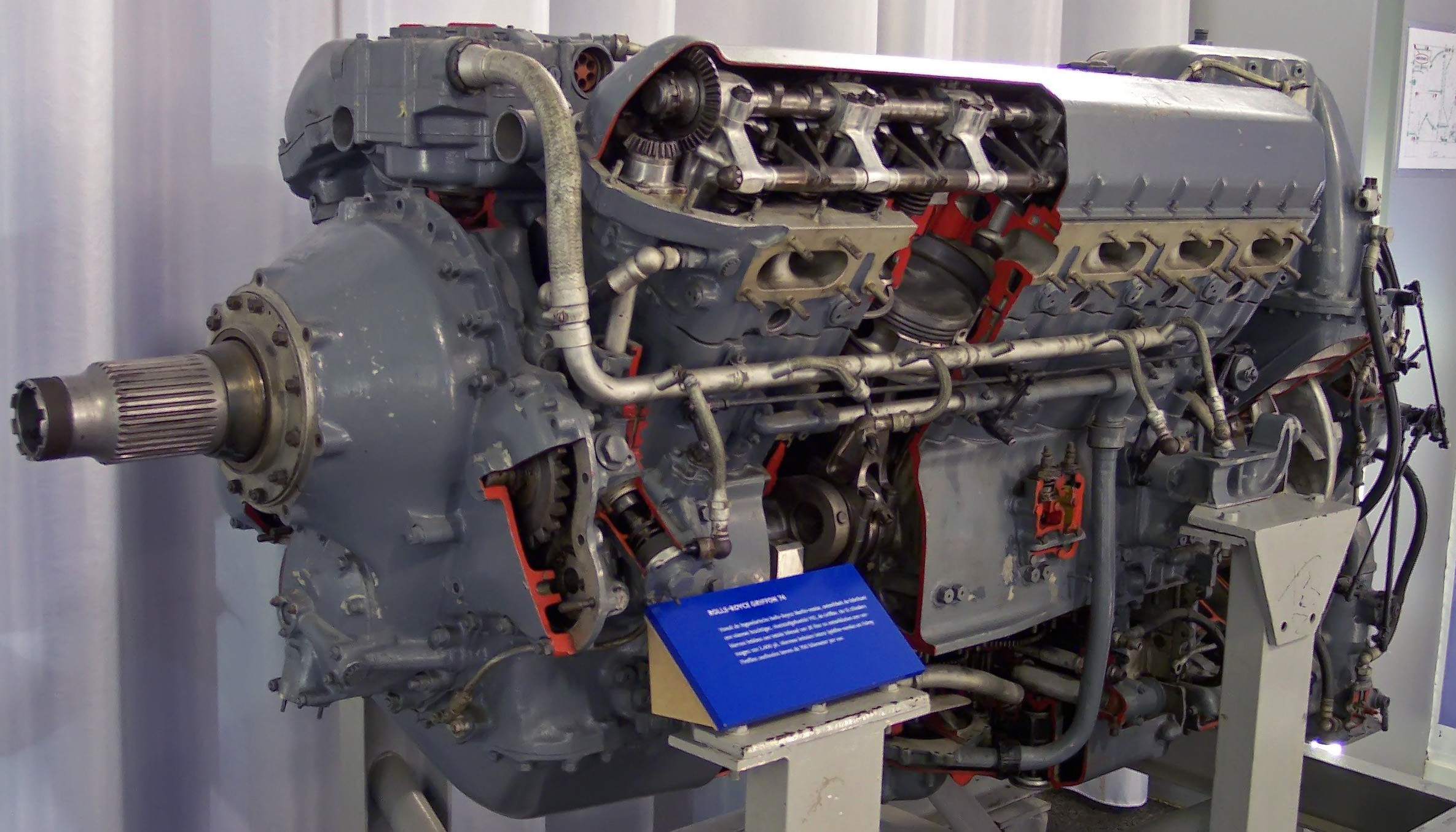
Rolls-Royce Griffon

Der Rolls-Royce Griffon war ein V-12-Flugmotor von Rolls-Royce. Die Serienfertigung begann 1942 und dauerte bis 1955. In dieser Zeit wurden 8108 Motoren in Werken in Derby, Crewe und Glasgow hergestellt.
Die Bezeichnung des Motors stammt gemäß damaliger Rolls-Royce-Tradition aus der Vogelwelt: dem Gänsegeier (englisch: Griffon Vulture).

## Entwicklung
Der erste Rolls-Royce Griffon war ein in der Leistung herabgesetzter Rolls-Royce R, der 1933 zum ersten Mal auf den Prüfstand lief. Aufgrund des Vorrangs, den Rolls-Royce Merlin betriebssicher zu machen, wurden die Arbeiten eingestellt, ohne dass diese Ausführung jemals in ein Flugzeug eingebaut wurde. Als sich abzeichnete, dass Bedarf für einen Flugmotor mit einem Leistungsvermögen oberhalb des Merlin existierte, wurde 1939 die Entwicklung wieder aufgenommen. Der Motor wurde entsprechend der inzwischen gewonnenen Erkenntnisse umkonstruiert. Diese Ausführung erhielt die Bezeichnung Griffon II und lief im November 1939 erstmals auf dem Prüfstand. Es mussten erhebliche Anstrengungen unternommen werden, um einen Motor dieses Hubvolumens so kompakt zu gestalten, dass er in die Zelle der inzwischen entstandenen Jäger Supermarine Spitfire und Hawker Hurricane eingebaut werden konnte. So wanderte etwa der Antrieb der Nockenwellen an die Vorderseite des Motors. Weiterer Einbauraum konnte durch die Fertigungsreife eines Doppel-Zündmagneten eingespart werden.

## Einsatzausführungen
Die ersten Motoren der Serienproduktion wurden 1942 mit einem einstufigen 2-Gang-Lader ausgeliefert und trieben den Prototyp der Fairey Firefly und die ersten drei Schulvarianten dieses Flugzeugtyps an. Die Laderumschaltung erfolgte mittels eines mit Öldruck beaufschlagten Kolbens. Eine Ableitung – der Griffon IIB – wurde in der Spitfire, der Bristol Beaufighter II, der Hawker Henley, der Hawker Tempest III und der Einsatzversion der Firefly I verwendet. Die erste Spitfire Mk.IV DP845, eine durch kürzere Flügel modifizierte Mk.III, die mit diesem auch Griffon RG.2SM genannten Motor ausgerüstet wurde, flog am 27. November 1941 erstmals. Insgesamt wurden bis 1945 in Derby 767 Exemplare dieser Ausführung gebaut. Die Ausführung Griffon III hatte eine geänderte Kurbelwellenaufnahme und wurde nur in der Spitfire XII verwendet, ebenso wie der sonst baugleiche Griffon IV, der sich nur durch eine geänderte Luftschraubenuntersetzung unterschied. Der Griffon VI war leistungsgesteigert und verfügte über einen lageunabhängigen Einspritzvergaser, er wurde in die Seafire XV, XVII und XVIII und die Spitfire XII eingebaut. Der bis auf eine Benzineinspritzung baugleiche Griffon VIII wurde als Antrieb der Fairey Barracuda V verwendet. Leistungsgleich war auch der Griffon XII, der jedoch ein verstärktes Ladergetriebe und eine andere Luftschraubenuntersetzung hatte.
Für die Supermarine Seagull ASR 1 wurde der Griffon 29 gefertigt, der erstmals über ein Getriebe zum Antrieb gegenläufiger Luftschrauben verfügte.
Die Baureihe 60 war ein Höhenmotor mit einem zweistufigen Ladergebläse und zwei Gangstufen, ebenso die Baureihen 70, 80 und 90. Die Baureihe 100 brachte dann ein zweistufiges Ladergebläse mit drei Übersetzungen und bis zu 2440 PS. Diese Motoren wurden in der Supermarine Spiteful, Spitfire 21, Seafire 46 und Seafang XVI verwendet.
Die Seafire FR.47 sowie zeitweilig die Spitfire 21 bzw. 24 besaßen gegenläufige Propeller zur Minimierung des seitlichen Ausbrechens durch die von großen Propellern mit entsprechend hohen Trägheitsmomenten verursachten starken Drehmomente.
Nach dem Krieg wurde noch der Griffon 57 entwickelt, welcher mit 2500 PS der leistungsstärkste Griffon wurde. Er verfügte über eine Wasser-Methanol-Einspritzung, aber nur einen einstufigen Lader und wurde ab 1947 für die Avro Shackleton mit gegenläufigen Propellern hergestellt. Er blieb als letzter Griffon bis 1955 in der Fertigung. Eine Ausführung ohne Wasser-Methanol-Einspritzung, der Griffon 56, kam in der Blackburn B-54 zum Einsatz. Die letzte neue Ausführung war hingegen der Griffon 59, der noch 1951 vorgestellt wurde und in der Fairey Firefly VII zum Einsatz kam.

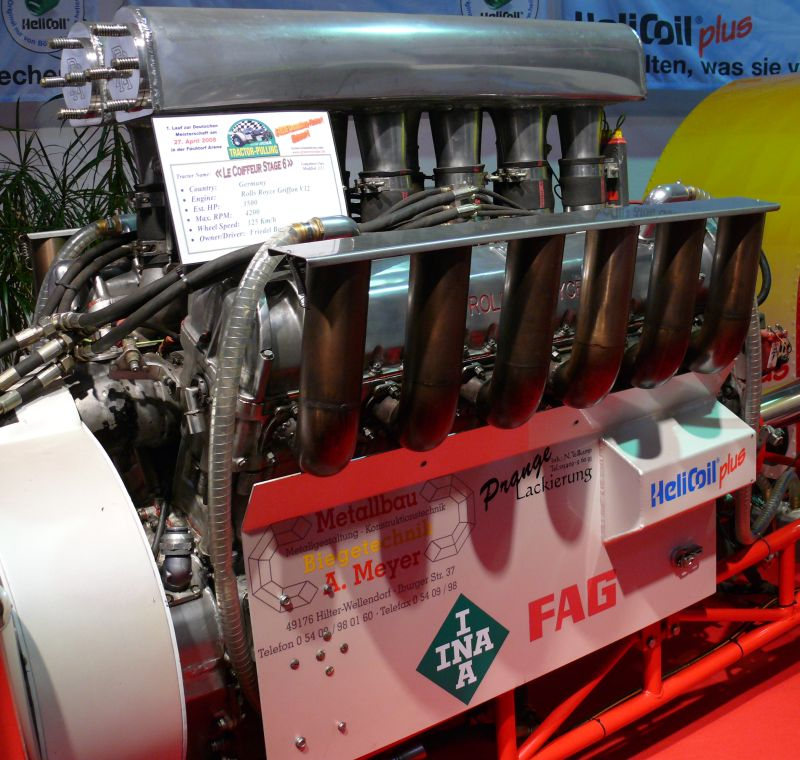
Ein Griffon mit abgebautem Lader in einem Puller des Le Coiffeur Pulling Teams

Heute wird der Griffon noch regelmäßig bei Tractor-Pulling-Veranstaltungen eingesetzt.

## Konstruktive Ausführung
Das Kurbelgehäuse des Griffon besteht aus Aluminiumguss und ist zweigeteilt. Auf die obere Hälfte werden die Zylinderbänke, deren Winkel zueinander 60° beträgt, aufgeschraubt und sie trägt die sieben Kurbelwellenlager, die aus einer Bleibronzelegierung bestehen. Der vordere Bereich dieses Gehäuseteils ist als Unterteil des Reduktionsgetriebes ausgeführt, worin sich auch die Zahnräder für den Starter und die Nockenwelle befinden. Der untere Teil des Kurbelgehäuses bildet den Motorsumpf mit Ölpumpen und der Wasserpumpe. In die Zylinderbänke aus Aluminium sind nasse Zylinderlaufbuchsen aus Stahl eingesetzt. Auf den Zylindern sitzen die ebenfalls aus Aluminium gefertigten Zylinderköpfe. Zylinderköpfe und Zylinderbänke sind mit 14 Stehbolzen am Kurbelgehäuse verankert, zusätzlich sind die Köpfe und die Zylinder nochmals separat miteinander verbunden. Die Ventilsitze bestehen aus einer verschleißfesten Stahllegierung. Die Ventilführungen der Einlassventile bestehen aus Gusseisen, die der Auslassventile aus Phosphorbronze. In jedem Zylinder sorgen zwei Einlass- und zwei Auslassventile für den Gaswechsel.

## Baureihen
- Griffon II – 1730 PS (1290 kW) in 230 m, und 1490 PS (1110 kW) in 4270 m; eingebaut in die Firefly MK.I
- Griffon VI – erhöhter Ladedruck, 1850 PS (1380 kW) in 610 m; eingebaut in die Seafire Mk.XV und Mk.XVII
- Griffon 57 – 1960 PS (1460 kW); eingebaut in die Avro Shackleton
- Griffon 61 – Einführung des zweistufigen, in zwei Gängen schaltbaren Laders mit Ladeluftkühlung analog dem System des Merlin 61; 2035 PS (1520 kW) in 2135 m und 1820 PS (1360 kW) in 6400 m; eingebaut in die Spitfire Mk.21
- Griffon 65 – analog Griffon 61 mit verändertem Übersetzungsgetriebe; eingebaut in die Spitfire Mk.XIV
- Griffon 72 – erhöhter Ladedruck, um mit 150-Oktan-Treibstoff erhöhte Leistung bzw. Flughöhe zu erreichen; 2245 PS (1675 kW) in 2820 m
- Griffon 74 – Benzineinspritzungs-Variante des Griffon 72; eingebaut in die Firefly Mk.IV
- Griffon 83 – modifiziert, um gegenläufige Propeller einsetzen zu können; 2340 PS (1745 kW) in 230 m und 2100 PS (1565 kW) in 3740 m
- Griffon 85 – 2375 PS (1770 kW); eingebaut in die Spiteful Mk.XIV
- Griffon 89 – 2350 PS (1755 kW); eingebaut in die Spiteful Mk.XV
- Griffon 101 – 2420 PS (1805 kW); eingebaut in die Spiteful Mk.XVI

## Technische Daten
Griffon 65
- Bauart: wassergekühlter aufgeladener 60°-V-12-Flugmotor
- Bohrung: 152,4 mm
- Hub: 167,6 mm
- Hubraum: 36,7 l
- Gewicht: 900 kg

- Ventile: zwei Einlass-, zwei Auslassventile pro Zylinder, Natriumkühlung der Auslassventile, angetrieben jeweils durch Ventildruckstange
- Lader: zweistufiger, in zwei Gängen schaltbarer Zentrifugallader, automatische Ladedrucksteuerung über Drossel, wassergekühlter Ladekühler zwischen der zweiten Stufe und dem Triebwerk
- Gemischbildung: Vergaser mit automatischer Gemischeinstellung
- Ölschmierung: Trockensumpf mit einer Druckpumpe und zwei Saugpumpen
- Kühlsystem: Kühlflüssigkeit bestehend aus 70 % Wasser und 30 % Ethylenglycol

- Leistung:
  - 2035 PS (1520 kW) in 2135 m
  - 1820 PS (1360 kW) in 6400 m
- Spezifische Leistung: 41,4 kW/l
- Leistungsgewicht: 1,69 kW/kg